# Alain Véret
Alain Véret (ur. 6 grudnia 1954) – francuski judoka. Zajął drugie miejsce w drużynie na mistrzostwach Europy w 1977. Triumfator igrzysk śródziemnomorskich w 1975. Brązowy medalista wojskowych MŚ w 1976. Mistrz świata juniorów w 1974 i wicemistrz Europy juniorów w 1973. Wicemistrz Francji w 1977 roku.